# Anders Westergaard
Anders Hansen Westergaard (født 5. april 1818 i Øster Åbølling, død 6. april 1889) var en dansk proprietær og medlem af Landstinget 1863-1866.
Westergaards far var gårdejer i Øster Åbølling i Roager Sogn syd for Ribe. Han blev lærer fra Lyngby Seminarium på Djursland 1838-1841, og arbejdede så som huslærer på Lykkesholm sydvest for Grenå og et sted ved Århus. Han giftede sig til Lykkesholm i 1843 og havde gården indtil 1874 hvor en stedsøn overtog den. Westergaard var medlem af sogneforstanderskabet i Lyngby Sogn 1845-1871 og dets formand 1856-1864. Han var landvæsenskommissær fra 1857 og tiendekommissær 1856-1864.
Westergaard stillede op til Folketinget ved valget i 1861 i Grenåkredsen men blev ikke valgt. Han var medlem af Landstinget valgt i 9. landstingskreds fra 20. juni 1863 til 23. juni 1866.
Westergaard blev udnævnt til kammerråd i 1858 og til justitsråd i 1877.